# Kerim Alajbegović
Kerim-Sam Alajbegović (Colonia, Renania del Norte-Westfalia, 21 de septiembre de 2007) es un futbolista bosnio de origen alemán. Juega de extremo izquierdo y su equipo actual es el Red Bull Salzburgo de la Bundesliga, máxima categoría del fútbol austríaco.

## Trayectoria
El 3 de julio de 2025 fue fichado por Red Bull Salzburgo, firmó contrato hasta el 30 de junio de 2028, le fue adjudicada la camiseta número 27.
Debutó como profesional el 23 de julio, ingresó en los minutos finales del partido de ida de la segunda ronda de clasificación a la Champions League 2025-26 y vencieron a Brann 1-4. El 26 de julio disputó su primer partido como titular, en la Copa de Austria frente a Dietach, convirtió un gol y ganaron 0-4.

## Selección nacional
Ha sido internacional con la selección de fútbol de Bosnia y Herzegovina en las categorías juveniles sub-15, sub-17, sub-19 y sub-21.

## Estadísticas
Actualizado al último partido citado el 9 de agosto de 2025.
| Club                               | Div.          | Temporada     | Liga  | Liga  | Liga   | Copas nacionales | Copas nacionales | Copas nacionales | Copas internacionales | Copas internacionales | Copas internacionales | Total | Total | Total  |
| Club                               | Div.          | Temporada     | Part. | Goles | Asist. | Part.            | Goles            | Asist.           | Part.                 | Goles                 | Asist.                | Part. | Goles | Asist. |
| ---------------------------------- | ------------- | ------------- | ----- | ----- | ------ | ---------------- | ---------------- | ---------------- | --------------------- | --------------------- | --------------------- | ----- | ----- | ------ |
| Bayer Leverkusen · Alemania        | 1.ª           | 2024-25       | 0     | 0     | 0      | 0                | 0                | 0                | 0                     | 0                     | 0                     | 0     | 0     | 0      |
| Bayer Leverkusen · Alemania        | Total club    | Total club    | 0     | 0     | 0      | 0                | 0                | 0                | 0                     | 0                     | 0                     | 0     | 0     | 0      |
| F. C. Red Bull Salzburgo · Austria | 1.ª           | 2025-26       | 2     | 1     | 1      | 1                | 1                | 0                | 3                     | 0                     | 0                     | 6     | 2     | 1      |
| F. C. Red Bull Salzburgo · Austria | Total club    | Total club    | 2     | 1     | 1      | 1                | 1                | 0                | 3                     | 0                     | 0                     | 6     | 2     | 1      |
| Total carrera                      | Total carrera | Total carrera | 2     | 1     | 1      | 1                | 1                | 0                | 3                     | 0                     | 0                     | 6     | 2     | 1      |
| 1. 2.                              |               |               |       |       |        |                  |                  |                  |                       |                       |                       |       |       |        |